# 天蝎座H
HD 149447，又名CD-3411112，SAO 207814、HR 6166，是一颗恒星，视星等为4.16，位于銀經346.22，銀緯8.09，其B1900.0坐标为赤經16h 29m 47.5s，赤緯-35° 8.09′ 58″。